# ZunZuneo
ZunZuneo era una red social en línea y un servicio de microblogging, creada en 2010 y propiedad de la Agencia de los Estados Unidos para el Desarrollo Internacional (USAID) y diseñada para usuarios que vivan en Cuba. El gobierno de los Estados Unidos desarrolló en secreto esta red para socavar al gobierno de Cuba mediante una estrategia que buscaba alentar a la juventud cubana a unirse a la disidencia, fomentando una "Primavera cubana", inspirada directamente por la Primavera Árabe. La palabra zunzuneo es utilizado coloquialmente para designar el canto de un colibrí.

## Historia
La iniciativa poseía una dimensión de vigilancia, dado que permitía disponer de una amplia base de subscriptores cubanos, con información como género, edad, tendencias políticas e incluso receptividad a ideas nuevas.
USAID diseñó, de acuerdo a Associated Press (AP), un sistema de compañías que utilizaban cuentas bancarias de empresas fachadas en las Islas Caimán y reclutó ejecutivos que no estaban al tanto del motivo real de la red social y que además desconocían los nexos entre el gobierno estadounidense y la compañía. ZunZuneo, reconocida como el "Twitter cubano" alcanzó 40,000 subscriptores pero fue retirada en 2012 sin avisos previos. Inicialmente la red atrajo subscriptores a través de discusiones deportivas, pero la iniciativa buscaba introducir mensajes políticos que alentaran unirse a la disidencia una vez se alcanzara una base determinada de subscriptores.
La AP publicó un documento sobre ZunZuneo en abril de 2014. Posteriormente, el gobierno de los Estados Unidos aceptó haber fundado el servicio y brindado los recursos económicos para su fundación, pero se negó a aceptar cualquier tipo de asociación de ZunZuneo con programas encubiertos de naturaleza disidente. De acuerdo a representantes de USAID, el programa fue revisado por miembros de la Oficina de Contabilidad del gobierno estadounidense en 2013 que declararon que el programa había sido ejecutado apegado a las leyes de Estados Unidos. El comité de Relaciones exteriores del Senado de Estados Unidos solicitó documentos sobre el programa después de conocer el reporte de AP.